# Mediaset 5
Mediaset 5 è stato uno dei multiplex della televisione digitale terrestre. Apparteneva a EI Towers S.p.A., interamente posseduta da 2i Towers S.r.l., a sua volta controllata al 100% da 2i Towers Holding S.r.l., che era partecipata per il 40% da Mediaset e per il 60% da F2i TLC 1 S.r.l..

## Caratteristiche
Il Mediaset 5 trasmetteva in SFN sul canale 56 UHF V in tutta Italia, a eccezione della Sicilia dove trasmetteva sul canale 54 della banda UHF V, e della Sardegna dove trasmetteva sui canali 50 e 54 della banda UHF V.

## Storia

### 2009
- 5 maggio 2009: Attivato il multiplex Mediaset 5 utilizzando le frequenze del multiplex Canale5 con i canali Canale 5 HD e Italia 1 HD.
- 16 novembre 2009: Aggiunto il canale Rete 4 +1 e modificato il sistema di numerazione dei canali (LCN).
- 19 novembre 2009: Aggiunto il canale Mya +1.

### 2010
- 3 maggio 2010: Aggiunti i canali Canale 5 +1, Italia 1 +1 e La 5; eliminato il canale Italia 1 HD e modificato il sistema di numerazione dei canali (LCN).
- 14 maggio 2010: Eliminato Rete 4 +1.
- 18 settembre 2010: Eliminato Canale 5 HD sostituito con Premium Calcio HD 2.
- 26 novembre 2010: Eliminati Canale 5 +1, Italia 1 +1, La 5 e Mya +1, sostituiti con Premium Cinema HD e Disney Channel +1.

### 2011
- 22 febbraio 2011: Aggiunto Premium Net TV HD.
- 1º marzo 2011: Aggiunti Joi +1 e Mya +1.
- 1º luglio 2011: Eliminati Joi +1 e Mya +1 e aggiunto Hiro.
- 11 luglio 2011: Aggiunti Canale 5 +1 e Italia 1 +1.
- 1º agosto 2011: Eliminato Hiro (trasferito su Premium Net TV) e Italia 1 +1; aggiunto For You.

### 2012
- 1º marzo 2012: Eliminato Canale 5 +1.
- 4 luglio 2012: Eliminati For You e Disney Channel +1, aggiunto Coming Soon Television e rinominato Premium Calcio HD2 in Premium Calcio HD.
- 4 dicembre 2012: Eliminato Coming Soon Television.
- 14 dicembre 2012: Aggiunti Studio Universal, Joi, Mya e BBC Knowledge.

### 2013
- 28 maggio 2013: Aggiunti Premium Crime, Premium Cinema, Premium Cinema Energy, Premium Cinema Emotion e Discovery World; eliminati Premium Play HD, Premium Cinema HD e Premium Calcio HD.

### 2015
- 23 giugno 2015: Eliminati Mya, Premium Crime e Premium Cinema. Aggiunti Premium Crime +24, Premium Stories e Premium Cinema +24.
- 14 settembre 2015: Eliminato Premium Play.

### 2016
- 1º marzo 2016: Eliminati Discovery World e BBC Knowledge, spostato Premium Stories sul canale 317 e aggiunti Joi +24 e Premium Stories +24.
- 1º ottobre 2016: Eliminati Premium Stories +24 e Premium Cinema Energy, aggiunti Investigation Discovery e Premium Cinema Energy +24.

### 2017
- 4 settembre 2017: Aggiunto Premium Calcio 1 HD e eliminato Premium Cinema Energy +24.

### 2018
- 19 aprile 2018: Eliminato e chiuso Joi +24, eliminato Premium Stories e aggiunti i canali Sky Uno e Sky Sport.
- 1º giugno 2018: Eliminati Premium Crime +24, Premium Joi, Investigation Discovery, Premium Cinema +24, Premium Cinema Emotion, Studio Universal, Premium Calcio 1 HD, Sky Sport e Sky Uno; aggiunti Sky Uno Vetrina, Sky Atlantic, Fox, National Geographic, Sky Sport 1 e Sky Sport 1 HD.
- 2 luglio 2018: Sostituito Sky Uno Vetrina con Sky Uno.
- 1º agosto 2018: Aggiunti Sky Sport 24 e Sky Sport.

### 2019
- 23 aprile 2019: Aggiunta la scritta "vai al" con la numerazione di riferimento all'identificativo dei canali Sky presenti nell'area 300 della LCN; le trasmissioni su queste numerazioni vengono sostituite da un cartello informativo.[1]
- 7 maggio 2019: Eliminati i canali Sky inattivi nell'area 300.[2]

### 2020
- 10 gennaio 2020: Eliminati i canali Sky Atlantic, Fox e National Geographic. Aggiunti i canali Premium Action, Sky Sport Serie A e i due Sky Sport.
- 4 aprile 2020: Rinominati i canali Sky Sport in Canale di Servizio.
- 18 giugno 2020: Rinominati i Canale di Servizio in Sky Sport.
- 12 agosto 2020: Eliminato Sky Sport (canale 484) e aggiunto Sky Cinema per te.
- 18 settembre 2020: Eliminato e chiuso Sky Cinema per te e riaggiunto Sky Sport (LCN 484).
- 24 dicembre 2020: Eliminato Sky Sport Uno HD e aggiunto Cinema Christmas.[3]

### 2021
- 3 gennaio 2021: Eliminato Cinema Christmas e riaggiunto Sky Sport Uno HD.[4]
- 8 giugno 2021: Rinominato Sky Sport (canale 484) in Sky Sport Football.
- 1º luglio 2021: Rinominato Sky Sport Serie A in Sky Sport Calcio.
- 13 luglio 2021: Rinominato Sky Sport Football in Sky Sport (canale 484).

### 2022
- 10 gennaio 2022: Eliminato Sky Sport (canale 486). Fine trasmissioni per Premium Action.
- 17 gennaio 2022: Eliminato Premium Action.
- 8 marzo 2022: Eliminati Sky Sport Uno e Sky Sport Calcio. Sky Uno, Sky Sport 24 e Sky Sport (canali 484 e 485) passano in MPEG-4. Aggiunto Sky Atlantic in MPEG-4.
- 1º aprile 2022: Chiusura del mux in tutta Italia.

## Servizi

### Canali televisivi presenti al momento della chiusura
| LCN | Canale           | Note          |
| --- | ---------------- | ------------- |
| 455 | Sky Uno          | Pay TV        |
| 456 | Sky Atlantic     | Pay TV        |
| 472 | Sky Sport Uno HD | Pay TV (HDTV) |
| 481 | Sky Sport 24     | Pay TV        |
| 484 | Sky Sport        | Pay TV        |
| 485 | Sky Sport        | Pay TV        |